# The 214s
The 214s is de achtste aflevering van de televisieserie Halt and Catch Fire. De episode werd geregisseerd door Daisy von Scherler Mayer. The 214s werd in de Verenigde Staten voor het eerst uitgezonden op 20 juli 2014.

## Verhaal
Bij Cardiff Electric wordt de presentatie van de Giant op de computerbeurs COMDEX voorbereid. Gordon spoort Bosworth aan om een grote lading scampi's aan te schaffen. Hij legt uit dat de bezoekers van COMDEX dol zijn op scampi's. De kosten lopen al snel hoog op, maar Bosworth staat het zonder morren toe.
Gordon is dolenthousiast en kijkt enorm uit naar de beurs. Maar dan verneemt hij dat Joe alleen naar COMDEX wil. Gordon stormt het kantoor van Joe binnen en eist een plaats op de beurs. Joe legt hem uit dat Gordons aanwezigheid overbodig is en mensen zal doen herinneren aan de Symphonic, Gordons vorige computerproject dat op COMDEX flopte.
Donna krijgt onverwachts bezoek van haar baas Hunt Whitmarsh, met wie ze tijdens een zakenreis een intieme kus had gedeeld. De man maakt een verwarde indruk. Het hele gesprek werd gevolgd door Brian, de ex-werknemer van Cardiff Electric en tevens de buurman van Donna en Gordon. Donna gaat terug naar binnen, waar ze te horen krijgt dat Gordon op eigen kosten naar COMDEX wil gaan.
Bosworth krijgt in zijn kantoor onverwacht bezoek van Nathan Cardiff. De eigenaar van het bedrijf wil plots meer geld in het computerproject investeren. Bosworth beseft dat de eigenaar hem in het ootje neemt. Hij voelt de bui hangen en wandelt naar de vergaderzaal waar hij Cameron en Joe aanspoort om de hoop niet op te geven. Vervolgens wandelen er enkele agenten het bedrijf binnen en wordt Bosworth gearresteerd voor hacken. Niets of niemand mag het gebouw verlaten. Gordon sluit zich op in zijn kantoor en haalt de draagbare computer volledig uit elkaar.
Joe vraagt zich af wat er aan de hand is en voelt Cameron aan de tand. Zij onthult dat ze op vraag van Bosworth geld heeft gestolen van het bedrijf. Geld dat Bosworth nodig had om in de Giant te investeren. Vervolgens wordt ook Gordon ingelicht, die op zijn beurt onthult dat Joe verantwoordelijk was voor de vernietiging van haar BIOS. Cameron is razend en slaat Joe in het gelaat.
Uit wanhoop neemt Joe contact op met een oude kennis. Hij wil nog voor COMDEX een koper vinden voor de Giant. In het gesprek komt Joe te weten dat ook zijn vroegere werkgever IBM binnenkort een draagbare computer op de markt zal brengen. Joe is razend en slaat uit frustratie zijn honkbalknuppel aan diggelen.
In een openhartig gesprek met haar moeder onthult Donna wat er tijdens haar zakenreis gebeurd is. Haar moeder maant haar aan om eens diep na te denken over haar eigen toekomst. Ondertussen breekt Gordon in bij Cardiff Electric, waar hij de onderdelen van zijn draagbare computer gaat halen. Thuis steekt hij alles terug in elkaar. Hij vraagt Donna om hem te steunen en legt uit dat hij van plan is om samen met Joe en Cameron naar COMDEX te gaan om de Giant te verkopen. Nadien belt Donna haar moeder met de vraag of ze samen met de kinderen een tijdje bij haar mag verblijven.
Gordon vindt Cameron terug in een arcadehal, waar hij haar vraagt om samen met hem en Joe naar COMDEX te gaan. Na lang aandringen gaat Cameron akkoord, waarna de twee naar het appartement van Joe gaan. Ze ontdekken dat hij niet thuis is. In afwachting van Joe vertelt Gordon hoe hij Donna ten huwelijk heeft gevraagd. Als jongeman besloot hij met zijn laatste geld een decodeerring als verlovingsring te kopen. Maar Donna vond de ring en besloot hem te verkopen zodat ze geld had om een Altair-computer te kopen voor hem. Gordon sluit het verhaal af met de onthulling dat hij nu een identieke decodeerring heeft laten maken om aan Donna te schenken. Wat hij niet weet, is dat Donna de ring inmiddels al heeft gevonden.
Een hopeloze Joe brengt een bezoek aan zijn vader. De twee begraven de strijdbijl, waarna hij het voorstel krijgt om terug naar IBM te keren. Joe, die inmiddels weet dat ook IBM probeert om een draagbare computer te ontwikkelen, eist dat hij de leiding krijgt over het project. Zijn vader gaat akkoord. Wanneer hij vervolgens op zijn appartement aankomt, botst hij op Cameron en Gordon. Hij verbaast hen door te zeggen dat hij terug naar IBM keert. Na een korte woordenwisseling maakt Gordon hem attent op de lange weg die ze alle drie hebben afgelegd bij Cardiff Electric. De emotionele motivatiespeech van Gordon overtuigt Joe om mee naar COMDEX te gaan.
Wanneer de drie bij Gordons huis aankomen om spullen op te pikken, merkt Gordon op dat Donna haar koffers heeft gepakt. Gordon vreest het ergste, tot Donna uitlegt dat ze mee wil naar COMDEX. Voor ze definitief vertrekken, springt Cameron nog een laatste keer binnen bij Bosworth. Hij stelt haar gerust en wenst haar veel succes.

## Cast
- Lee Pace - Joe MacMillan
- Scoot McNairy - Gordon Clark
- Mackenzie Davis - Cameron Howe
- Kerry Bishé - Donna Clark
- Toby Huss - John Bosworth
- Annette O'Toole - Susan Emerson
- John Getz - Joe MacMillan, Sr.
- Graham Beckel - Nathan Cardiff
- Scott Michael Foster - Hunt Whitmarsh
- Will Greenberg - Brian Braswell

## Titelverklaring
The 414s is de naam van een groep tieners die begin jaren 1980 bekend werden omdat ze de computersystemen van onder meer Los Alamos National Laboratory en Security Pacific Bank hadden gehackt. De 17-jarige Neal Patrick werd het gezicht van de groep. Op 5 september 1983 prijkte hij op de cover van Newsweek. Deze editie van het tijdschrift kwam ook in de aflevering Giant aan bod. Het getal 414 verwijst naar het zonenummer van Milwaukee, de stad waar de hackers woonden.
Volgens Cameron vroeg Bosworth of ze al ooit van The 414s had gehoord. Nadien hackte ze in dienst van Bosworth het computersysteem van de bank van Cardiff Electric. Het getal 214 is het zonenummer van Dallas, de stad waar Halt and Catch Fire zich afspeelt.

## Culturele en historische verwijzingen
- De aflevering bevat de nummers "Red Eyes" van The War on Drugs en "The Ballad of Jerry Godzilla" van The Telefones.
- Joe zorgt ervoor dat ze op COMDEX een stand krijgen naast de computerbedrijven Tandy en Commodore.